# 강용범
강용범(姜龍範, 1958년 5월 4일 ~ )은 대한민국의 정치인이다. 마산시의원, 창원시의원, 경상남도의원을 지냈다.

## 학력
- 반동초등학교
- 구산중학교
- 창신고등학교 졸업
- 창신대학교 행정정보학과 2년 졸업
- 경남대학교 법행정학부 졸업
- 경남대학교 행정대학원 행정학과 졸업(행정학 석사)

## 경력
- 구산면 방위협의회 위원
- 경남청년회의소 부회장
- 보림전자 전무이사
- 제1대 남마산청년회의소 회장
- 제2대 남마산청년회의소 회장
- 2002.07 ~ 2006.06: 제4대 경상남도 마산시의회 의원
  - 2002.07 ~ 2004.06: 제4대 경상남도 마산시의회 전반기 운영위원회 위원장
  - 2004.07 ~ 2006.06: 제4대 경상남도 마산시의회 후반기 부의장
- 2007.04 ~ 2010.06: 제5대 경상남도 마산시의회 의원
- 2010.07 ~ 2014.03: 제1대 경상남도 창원시의회 의원
- 2014.07 ~ 2018.06: 제10대 경상남도의회 의원
  - 2014.07 ~ 2016.06: 제10대 경상남도의회 전반기 농해양수산위원회 부위원장
- 2022.07 ~ 현재 : 제12대 경상남도의회 의원
  - 2022.07 ~ 2024.06: 제12대 경상남도의회 전반기 부의장
  - 2022.07 ~ 2024.06: 제12대 경상남도의회 전반기 경제환경위원회 위원
  - 제12대 경상남도의회 후반기 문화복지위원회 위원

## 역대 선거 결과
|  | 24.68% |

|  | 50.2% |

|  | 53.35% |

|  | 27.19% |

|  | 0% |

|  | 34.28% |

|  | 64.16% |

|  | 48.79% |

|  | 70.47% |